# الإرهاب في ماليزيا
يتكلم هذا المقال عن حيّز الإرهاب في ماليزيا (بالإنجليزية: Terrorism in Malaysia)‏، مُشتملًا على خلفيّة تاريخيّة وقوانين متعلقة بالإرهاب ووقوع الإرهاب والإرهاب العالمي من المنظور الماليزي.

## أصل الكلمة

### تعريف الإرهاب في ماليزيا
عجز المجتمع الدوليّ عن الإتيان بتعريف مقبول عالميًا للإرهاب. وتأتي صعوبة تعريف الإرهاب من حقيقة أنّه مشحونٌ سياسيًا وعاطفيًا. يُشير تاريخ الحوادث الإرهابية في شمال إيرلندا والشرق الأوسط وشرق آسيا إلى أنّ مُرتكبي الإرهاب هم مجموعة من المُضطهدين الذين يرون في العنف الوسيلة الوحيدة لتحقيق أهدافهم السياسية. نتج هذا التعريف الفضفاض للإرهاب عن تطبيق الإرهاب المدعوم من الدولة بالإضافة إلى أعمال الترويع التي تقوم بها المجموعات المتقاتلة، كل منها يحاول شرعنة ترويعه.

### تعريف لغويّ
لغويًا، يُعرف الإرهاب على أنّه:
- استخدام العنف والتهديد للترهيب أو الإكراه، خصوصًا لأسباب سياسية.
- حالة من الذعر والخضوع يُسبّبها الإرهاب أو التّرهيب.
- أسلوب إرهابي في الحكم أو في مقاومة حكومة ما.

### جهود ماليزيا في تعريف الإرهاب
بعد الهجمات الإرهابية على برجيّ مركز التجارة الدولية ومقرّ وزارة الدفاع الأمريكية (البنتاغون) في 11 سبتمبر من عام 2001، شدّدت ماليزيا على ضرورة تعريف الإرهاب بالنظر إلى تزايد البيئة التمييزيّة ضد المسلمين. في اجتماع منظمة التعاون الإسلامي في 4 أبريل من عام 2002 في كوالالمبور، اقترح رئيس الوزراء الماليزي وقتها مهاتير محمد تعريفًا للإرهاب ينطوي على كل أعمال العنف التي تستهدف المدنيّين، ومن بينها هجمات 11 سبتمبر كما قال، بالإضافة إلى هجمات الانتحاريّين الفلسطينيّين على إسرائيل في الأراضي الفلسطينية. على كلٍ، قابلت الدول العربية الاقتراح بعداء، لخوفهم أن يُجرّم الكفاح الفلسطيني في سبيل الاستقلال الدوليّ.

## تعريف الإرهاب في قانون مكافحة الإرهاب الماليزيّ
سُنّ تشريع عام 2012 (التشريع رقم 747) حول الجرائم الأمنيّة (معايير خاصة) خصيصًا للتعامل مع الإرهاب، في ظل هذا التشريع، تُسوغ الأفعال التالية استجداء تطبيق القانون:
- ترهيب عدد كبير من المواطنين، العنف المنظّم تجاه الأشخاص أو الممتلكات.
- إثارة مشاعر السخط وعدم الرضا ضد الحاكم الأعلى (يانغ دي – برتوان أغونغ)
- والذي يُعتبر أمرًا ضارًا للنظام العام الداخلي أو أمن الاتحاد أو أيّ جزء من ذلك
- تأمين الإبدال، بطرق غير الطرق الشرعية، أو أي شيء مقرّر قانونيًا

يشير التشريع 747 أيضًا إلى الفقرة السادسة من القانون الجنائي (التشريع 574) الذي يفيد أساسات الاعتقال في حالات الجرائم المرتكبة في حق الاتحاد.
على كل حال، يقدم تشريع الأمن الداخليّ لعام 1960 (التشريع 82) المُلغى حاليًا تعريفًا واضحًا للإرهابيّ. تطلق لفظة إرهابي في التشريع 82 على كل شخص:
- يقوم بأفعال تخلّ بالأمن العام أو سلامة القانون العام باستخدام الأسلحة النارية أو المتفجرات أو العتاد الحربي، أو يحرّض على العنف أو عصيان القانون أو أي نظام شرعي.
- يحمل أو يمتلك أو يستطيع الوصول إلى أيّ سلاح ناريّ أو عتاد حربيّ أو متفجرات دون اعتبار رسمي يخوّله بذلك.
- طلب أو جمع أو تلقي أي معدّات بغية استخدامها من قبل شخص ينوي القيام بفعل أو يكاد فعله، أو قام بفعل مخلٍّ بالأمن العامّ أو سلامة القانون العام مؤخرًا.

يُعرّف مجلس الأمن الوطني، وهو أعلى سلطة تختص بوضع السياسات المتعلقة بالأمن الوطني في ماليزيا، الإرهاب كالتالي:
- استخدام محظور للتهديد أو استخدام القوة أو الترهيب أو أي اعتداء من قبل شخص أو مجموعة أو دولة بغض النظر عن القَصد أو الذريعة، يستهدف دولة أخرى أو مواطنيها أو ممتلكاتهم أو خدماتها الحيويّة بنيّة نشر الذعر والتّرويع، وإجبار الحكومة أو المنظّمة بالتالي على اتباع رغبتهم البادية وذلك متضمنًا الداعمين المباشرين أو غير المباشرين.[3]

## تاريخ الإرهاب في ماليزيا

### ولادة الحزب الشيوعيّ الماليزيّ
أُسّس حزب بحار الجنوب الشيوعي عام 1922. وفتح الطريق لتشكيل الحزب الشيوعي المالايوي عام 1930. على امتداد سنوات تشكيله في إندونيسيا وسنغافورة، كان الحزب مُنخرطًا بفاعليّة في محاولة ثورة فاشلة في إندونيسيا واتحاد العمال السنغافوريّ. سبّب فشل ثورة عام 1925 في إندونيسيا تدفقًا ضخمًا للشيوعيّين الإندونيسيّين إلى سنغافورة.
خلال العقد الرابع من القرن العشرين (1930 – 1939)، كان يعمل الحزب الشيوعيّ المالايويّ بشكل غير قانونيّ. أُلقي القبض على العديد من أعضاء الحزب وقادتِه عند انفضاح أمرهم تزامنًا مع اعتقال مراسل لحزب الكومينتانغ. عام 1939، نجح البريطانيون بزرع أحد عملائهم واسمه لاي تيك، بصفة الأمين العام للحزب الشيوعيّ المالايويّ.

### الغزوّ اليابانيّ
غزا الجيش اليابانيّ مالايا يوم 8 ديسمبر من عام 1941. قبلت السلطة البريطانية في سنغافورة لاحقًا عرض الحزب الشيوعيّ المالايويّ بتزويدهم بالقوى العاملة. درّبت القيادة العسكرية البريطانية متطوعي الحزب الشيوعيّ المالايويّ ومع سقوط سنغافورة أمام اليابانيين ترك البريطانيون مالايا، مخلِّفين ورائهم مجموعة ميليشيا في بداية نشأتها. عُرفت مجموعة الميليشيا الناشئة هذه باسم الجيش المالايويّ الشعبيّ مكافح اليابانيين. استمر هذا الجيش في حرب العصابات ضد القوى اليابانية حتى استسلم اليابانيون عام 1945.
كان هناك فراغ في السلطة في مالايا بعد رحيل الجند اليابانيين. فخرج عناصر الجيش المالايويّ الشعبيّ من مخابئهم في الأدغال وبدأوا حملة ثأرهم ضد المتعاونين مع اليابانيين من كتائب شرطة ومدنيّين. قد تكون حملة ثأرهم أول أعمال الإرهاب المعروفة ضد عامة الشعب.

### تشكيل قيادة الجيش البريطانية وتأسيس الاتحاد المالايويّ
أسُست قيادة الجيش البريطانية المؤقّتة (بي إم أيه) يوم 12 سبتمبر من عام 1945، يرأسها الحاكم لويس مونتباتن. ألّحت قيادة الجيش البريطانية على الجيش الشعبيّ الماليزيّ المكافح لليابانيين لتسليم أسلحته، ووافقوا مُكرهين. بحلول عام 1948، واجهت قيادة الجيش البريطانية تهديدًا متزايدًا بهجمات من قبل اتحادات العمال، التي كانت مُخترقة من عملاء شيوعيّين. بلغ الأمر ذروته عند مقتل ثلاثة مزارعين أوروبيين في سونغاي سيبوت، بيريك يوم 12 يونيو من عام 1948. يُحدد مقتل المزارعين في سونغاي سيبوت بداية الطوارئ المالايويّة واعتُبر الأمر فعلًا إرهابيًا.
أُسّس الاتحاد المالايوي رسميًا في الأول من أبريل من عام 19466 وعُين السير إيدوارد غينت أوّل حاكم له.

### الطوارئ المالايويّة
استُبدل الاتحاد الماليويّ باتحاد مالايا يوم 31 يناير من عام 1948. وجاء استحداث الاتحاد معاكسًا لرؤى الحزب الشيوعيّ المالايويّ في تأسيس دولة شيوعيّة في مالايا.
أُذيع إعلان الطوارئ يوم 16 يونيو من عام 1948. اعتُقل عقب ذلك المئات من أعضاء الحزب الشيوعيّ المالايويّ وهرب عدد كبير من القادة الأعلون والأعضاء إلى الأدغال. أسس بواقي الحزب الشيوعيّ المالايويّ الجيش الشعبيّ المالايويّ المكافح للبريطانيين (إم بّي أيه بي أيه). أعيدت تسميته لاحقًا إلى جيش التحرير الشعبيّ المالايويّ يوم 1 فبراير من عام 1949، بنيّة تأسيس جمهوريّة مالايا الديمقراطيّة الشعبيّة (متضمنةً سنغافورة). خلال هذه المدّة، ارتكب جيش التحرير الشعبيّ المالايويّ حملة إرهاب ضد السكان المدنيّين اشتملت على ترويع وقتل وإكراه.